# Mellon Institute of Industrial Research
Il Mellon Institute of Industrial Research fu fondato nel 1913 da Andrew W. Mellon e Richard B. Mellon.
Nel 1967 si unì al Carnegie Mellon University in Pittsburgh(Pennsylvania-USA).
In origine era un dipartimento di ricerca industriale dell'università di Pittsburgh.
Nel 1927 fu incorporato con un centro di ricerca no-profit.